# Hợp kim gốm
Hợp kim gốm là sản phẩm của quá trình luyện kim bột.

## Quá trình sản xuất
- Bột kim loại được trộn với nhau cùng với chất kết dính theo một tỷ lệ và thành phần được tính toán kỹ lưỡng.
- Hỗn hợp bột kim loại được cho vào khuôn ép và ép sơ bộ.
- Sau khi ép sơ bộ, tiếp tục đưa phôi vào lò nung và ép ở nhiệt độ cao hay còn gọi là thiêu kết
- Sau quá trình thiêu kết bột kim loại được chảy lỏng một phần và kết dính với nhau ở áp suất và nhiệt độ cao, thu được chi tiết bền chắc có cơ tính rất đặc biệt.

## Ưu điểm
- Đây là một quá trình gia công vật liệu không phoi.
- Có thể tạo nên Hợp kim gốm của 2 hay nhiều kim loại, hợp kim, hợp chất ít tan hay không tan vào nhau. Ví dụ: Đồng (Cu) và chì (Pb) không hòa tan ở lỏng và không hòa tan ở rắn do tỷ trọng và kích thước nguyên tử khác nhau nhiều.
- Nhờ vào quy trình luyện kim bột kể trên người ta có thể tạo ra các bạc trục tự bôi trơn rất tốt và có tuổi thọ rất cao.

## Nhược điểm
- Hầu như không có nhược điểm gì ngoài việc công nghệ tạo kim loại sạch và bột rất phức tạp:
+ Kim loại sạch, các chất hợp chất sach 100% là điều không thể làm được (thuyết tương đối)
+ Bột kim loại có tổng diện tích bề mặt lớn dễ bị oxy hóa. Làm giảm độ sach của bột kim loai nên cần bảo quản rất khắt khe.